# KJots
KJots ist ein Programm zum Verfassen und Verwalten von Notizen. Es wurde für die graphische Linux-Desktop-Umgebung KDE erstellt und passt sich vollständig in deren Desktop ein.
Eine Besonderheit von KJots liegt darin, dass Notizen auch in ganzen Büchern gespeichert und sortiert werden können. Dabei können auch Bücher innerhalb von Büchern angelegt werden. Dies erlaubt eine komplexere Verwaltung.
Für die Textformatierung stehen Werkzeuge wie Fett, Kursiv, Schriftart, Farbe, Einrückung etc. zur Verfügung, Wörter/Textpassagen können mit anderen Büchern oder Weblinks verknüpft werden, die dann per Strg-Klick aufgerufen werden können. Das Einfügen von Bildern ist nicht möglich.
In KJots erstellte „Bücher“ können als HTML-Seiten exportiert werden, ebenso einzelne Seiten.
Ergänzend zur Standalone-Darstellung kann KJots auch innerhalb der PIM-Anwendung Kontact angezeigt werden.

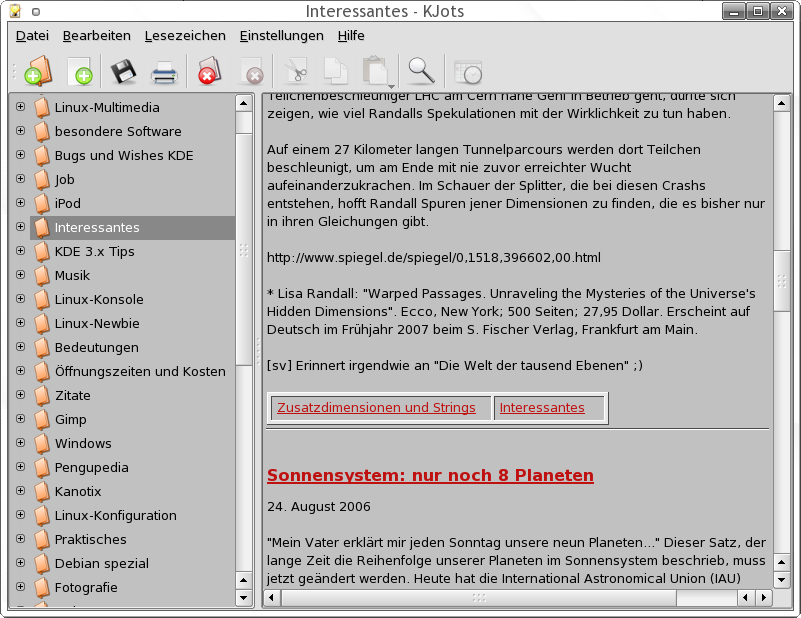
Bildschirmfoto: KJots KDE 3.5.5